# Cyamioidea
Super-famille
Familles de rang inférieur
- Cyamiidae
- Neoleptonidae
- Sportellidae

Cyamioidea est une super-famille de mollusques bivalves.

## Liste des familles
Selon World Register of Marine Species (1 juin 2016) :
- famille Cyamiidae Philippi, 1845
- famille Galatheavalvidae Knudsen, 1970
- famille Sportellidae Dall, 1899

Selon ITIS (1 juin 2016) :
- famille Cyamiidae Philippi, 1845
- famille Neoleptonidae Thiele, 1934
- famille Sportellidae Dall, 1899

Selon NCBI (1 juin 2016) :
- famille Cyamiidae
- famille Gaimardiidae
- famille Sportellidae